# Luciano Vietto
Luciano Darío Vietto, né le 5 décembre 1993 à Balnearia en Argentine, est un footballeur argentin, qui évolue au poste d'attaquant au Racing Club.
Il est surnommé « Lucky » ou encore « La Joya ».

## Biographie

### Carrière en club

#### Villarreal (2014-2015)
Le 4 août 2014, Luciano Vietto est transféré à Villarreal pour 6 millions d'euros.
Le 28 août 2014, il inscrit ses 2 premiers buts sous les couleurs du sous-marin jaune en Ligue Europa contre le FC Astana.

#### Atlético Madrid (2015-2019)
Le 22 juin 2015, le président de Villarreal confirme le transfert de Vietto à l'Atlético Madrid pour un montant de 20 millions d'euros et un contrat de six ans.
Il portera le n°23.
Le 30 juillet 2016, il est prêté un an avec option d'achat obligatoire au FC Seville. Il remplace alors Kevin Gameiro parti à l'Atletico Madrid pour 41 millions d'euros.

#### Fulham FC (2018-2019)
Le 9 août 2018, il est prêté au Fulham FC jusqu'à la fin de la saison. 

#### Sporting Portugal (2019-2020)
Le 14 mai 2019, il s'engage avec le Sporting Portugal pour 7 millions d'euros. L'Atlético Madrid arrive à négocier le droit à avoir 50% d'une prochaine vente.

#### Départ pour l'Arabie Saoudite (depuis 2020-)
Le 24 octobre 2020, il s'engage pour 7 millions d'euros au Al-Hilal FC. 

## Statistiques
| Saison                | Club                  | Championnat           | Championnat | Championnat | Coupe nationale | Coupe nationale | Coupe de la Ligue | Coupe de la Ligue | Supercoupe | Supercoupe | Compétition(s) continentale(s) | Compétition(s) continentale(s) | Compétition(s) continentale(s) | Supercoupe UEFA | Supercoupe UEFA | Total | Total |
| Saison                | Club                  | Division              | M.          | B.          | M.              | B.              | M.                | B.                | M.         | B.         | Comp.                          | M.                             | B.                             | M.              | B.              | M.    | B.    |
| 2011-2012             | Racing Club           | D1                    | 2           | 0           | 1               | 0               | -                 | -                 | -          | -          | -                              | -                              | -                              | -               | -               | 3     | 0     |
| 2012-2013             | Racing Club           | D1                    | 32          | 13          | 1               | 0               | -                 | -                 | -          | -          | CS                             | 1                              | 0                              | -               | -               | 34    | 13    |
| 2013-2014             | Racing Club           | D1                    | 35          | 5           | -               | -               | -                 | -                 | -          | -          | CS                             | 1                              | 0                              | -               | -               | 36    | 5     |
| Sous-total            | Sous-total            | Sous-total            | 69          | 18          | 2               | 0               | -                 | -                 | -          | -          | -                              | 2                              | 0                              | -               | -               | 73    | 18    |
| 2014-2015             | Villarreal CF         | Liga                  | 32          | 12          | 4               | 0               | -                 | -                 | -          | -          | C3                             | 12                             | 8                              | -               | -               | 48    | 20    |
| Sous-total            | Sous-total            | Sous-total            | 32          | 12          | 4               | 0               | -                 | -                 | -          | -          | -                              | 12                             | 8                              | -               | -               | 48    | 20    |
| 2015-2016             | Atletico Madrid       | Liga                  | 19          | 1           | 4               | 1               | -                 | -                 | -          | -          | C1                             | 5                              | 1                              | -               | -               | 28    | 3     |
| 2017-2018             | Atletico Madrid       | Liga                  | 6           | 0           | 2               | 0               | -                 | -                 | -          | -          | C1                             | 2                              | 0                              | -               | -               | 10    | 0     |
| Sous-total            | Sous-total            | Sous-total            | 25          | 1           | 6               | 0               | -                 | -                 | -          | -          | -                              | 7                              | 1                              | -               | -               | 38    | 2     |
| 2016-2017             | Seville FC (prêt)     | Liga                  | 21          | 6           | 3               | 3               | -                 | -                 | 2          | 0          | C1                             | 4                              | 1                              | 1               | 0               | 31    | 10    |
| Sous-total            | Sous-total            | Sous-total            | 21          | 6           | 3               | 3               | -                 | -                 | 2          | 0          | -                              | 4                              | 1                              | 1               | 0               | 31    | 10    |
| 2017-2018             | Valence CF (prêt)     | Liga                  | 13          | 2           | 5               | 3               | -                 | -                 | -          | -          | -                              | -                              | -                              | -               | -               | 18    | 5     |
| Sous-total            | Sous-total            | Sous-total            | 13          | 2           | 5               | 3               | -                 | -                 | -          | -          | -                              | -                              | -                              | -               | -               | 18    | 5     |
| 2018-2019             | Fulham FC (prêt)      | Premier League        | 20          | 1           | 1               | 0               | 1                 | 0                 | -          | -          | -                              | -                              | -                              | -               | -               | 22    | 1     |
| Sous-total            | Sous-total            | Sous-total            | 20          | 1           | 1               | 0               | 1                 | 0                 | -          | -          | -                              | -                              | -                              | -               | -               | 22    | 1     |
| 2019-2020             | Sporting CP           | Liga NOS              | 11          | 3           | 1               | 0               | 2                 | 1                 | -          | -          | C3                             | 5                              | 0                              | -               | -               | 19    | 4     |
| Sous-total            | Sous-total            | Sous-total            | 11          | 3           | 1               | 0               | 2                 | 1                 | -          | -          | -                              | 5                              | 0                              | -               | -               | 19    | 4     |
| Total sur la carrière | Total sur la carrière | Total sur la carrière | 191         | 43          | 22              | 8               | 3                 | 1                 | 2          | 0          | -                              | 30                             | 10                             | 1               | 0               | 249   | 62    |

## Palmarès

### En club
Atlético Madrid
- Ligue des champions
  - Finaliste : 2016

 Séville FC
- Supercoupe d'Espagne
  - Finaliste : 2016
- Supercoupe de l'UEFA
  - Finaliste : 2016

 Sporting CP
- Championnat du Portugal
  - Vainqueur : 2021

 Al-Hilal
- Saudi Pro League
  - Vainqueur : 2021
- Coupe du Roi des champions d'Arabie saoudite
  - Vainqueur : 2020
- Supercoupe d'Arabie saoudite
  - Vainqueur : 2021

### Distinctions personnelles
- Joueur du mois en Liga : Décembre 2014
- Meilleur passeur de la Ligue Europa en 2015